# Cyclosa morretes
Cyclosa morretes är en spindelart som beskrevs av Levi 1999. Cyclosa morretes ingår i släktet Cyclosa och familjen hjulspindlar. Inga underarter finns listade i Catalogue of Life.